# Фторид нептуния(V)
Фторид нептуния(V) — бинарное неорганическое соединение,
соль нептуния и плавиковой кислоты
с формулой NpF5,
светло-голубые кристаллы.

## Получение
- Восстановление фторида нептуния(VI) иодом::

{\displaystyle {\mathsf {10NpF_{6}+I_{2}\ {\xrightarrow {}}\ 10NpF_{5}+2IF_{5}}}}

## Физические свойства
Фторид нептуния(V) образует светло-голубые кристаллы
тетрагональной сингонии,

параметры ячейки a = 0,653 нм, c = 0,445 нм.